# Едвард Піґотт
Едвард Піґотт (англ. Edward Pigott; 27 березня 1753 — 27 червня 1825) — англійський астроном.

## Життєпис
Народився в Баті (за іншими даними — у Віттоні, Міддлсекс, нині це частина Лондона). З ранніх років допомагав своєму батькові, аматору астрономії Натаніелу Піґотту, проводити астрономічні спостереження (в 1769 році вони спільно спостерігали Проходження Венери перед диском Сонця). З 1781 року проводив спостереження у власній обсерваторії в Бутамі (Йоркшир), з 1795 року — у Баті.
Основні праці в галузі вивчення змінних зір, поряд із Джоном Ґудрайком (який був його далеким родичем) є основоположником планомірного вивчення зоряної змінності. У 1784 році відкрив змінність Ети Орла, у 1795-му повідомив про відкриття ним змін блиску у зір R Північної Корони і R Щита. У 1786 році склав перший каталог змінних зір, який містив 12 об'єктів. Відкрив три комети, визначив власні рухи деяких зір, опублікував ряд статей про методи спостережень зірок із пасажними інструментами.
Піґотт листувався з провідними астрономами свого часу, зокрема з Вільямом Гершелем та Невілем Маскеліном.
На його честь названо астероїд 10220 Піґотт. На відзнаку Піґотта названа сучасна обсерваторія в США — Обсерваторія Ґудрайк-Піґотт.